# Imperiul Sasanid
Imperiul Sasanid sau Imperiul Persan Sasanid ('Ērānșaar' sau 'Ērān' în persana medievală) a fost ultimul imperiu persan preislamic, condus de dinastia sasanidă între 224 d.Hr. și 651. În anul 651, statul sasanizilor a fost cucerit de Califatul rașidun. Imperiul Sasanid, succedând Imperiului Part, a fost o putere în Asia Centrală și Orientul Apropiat, amenințând granița romano-bizantină timp de aproximativ 400 de ani.
Imperiul Sasanid a fost fondat de Ardașir I⁠(d), după înfrângerea ultimului rege part Artabanus al V-lea. La întinderea maximă în secolul al VII-lea, sasanizii controlau teritoriile actualelor state: Turkmenistan, Uzbekistan, Afganistan, Yemen, Oman, Israel, Liban, Siria, Emiratele Arabe Unite, Iordania, Turcia, Georgia, Armenia, Azerbaidjan, și părți din: Kazahstan, Pakistan, India, Rusia, Arabia Saudită, Egipt, Libia, Kârgâzstan și Tadjikistan. Conform legendei, întemeietorul Imperiului sasanid a fost Derafș Kaviani.
În Antichitatea Târzie, perioada Imperiului Sasanid este considerată o perioadă importantă pentru cultura iraniană, înaintea cuceririi musulmane.

## Politica externă

### Relația cu popoarele nomade
Persia sasanidă era învecinată la nord cu o mare porțiune a Marii Stepe. Cu toate că Munții Caucaz reprezentau o puternică frontieră de încredere, aceasta a fost de-a lungul timpului trecută de mai multe ori, fie prin Cheile Darial, fie pe malul Mării Caspice. Frontiera din Asia Centrală era cu mult mai slabă și necesita, de asemenea, protecție. Din acest motiv una dintre principalele priorități ale politicii externe sasanide a fost protecția frontierelor nordice împotriva barbarilor nomazi, care ar fi putut amenința stabilitatea imperiului.

## Bibliografie

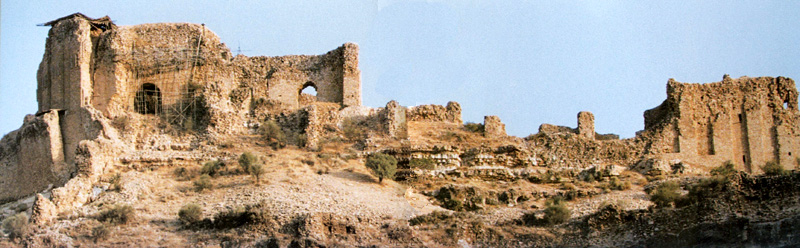
Ruinele de la Gal'eh Dohtar ("Castelul fecioarei"), din sec. al III-lea d.Cr.

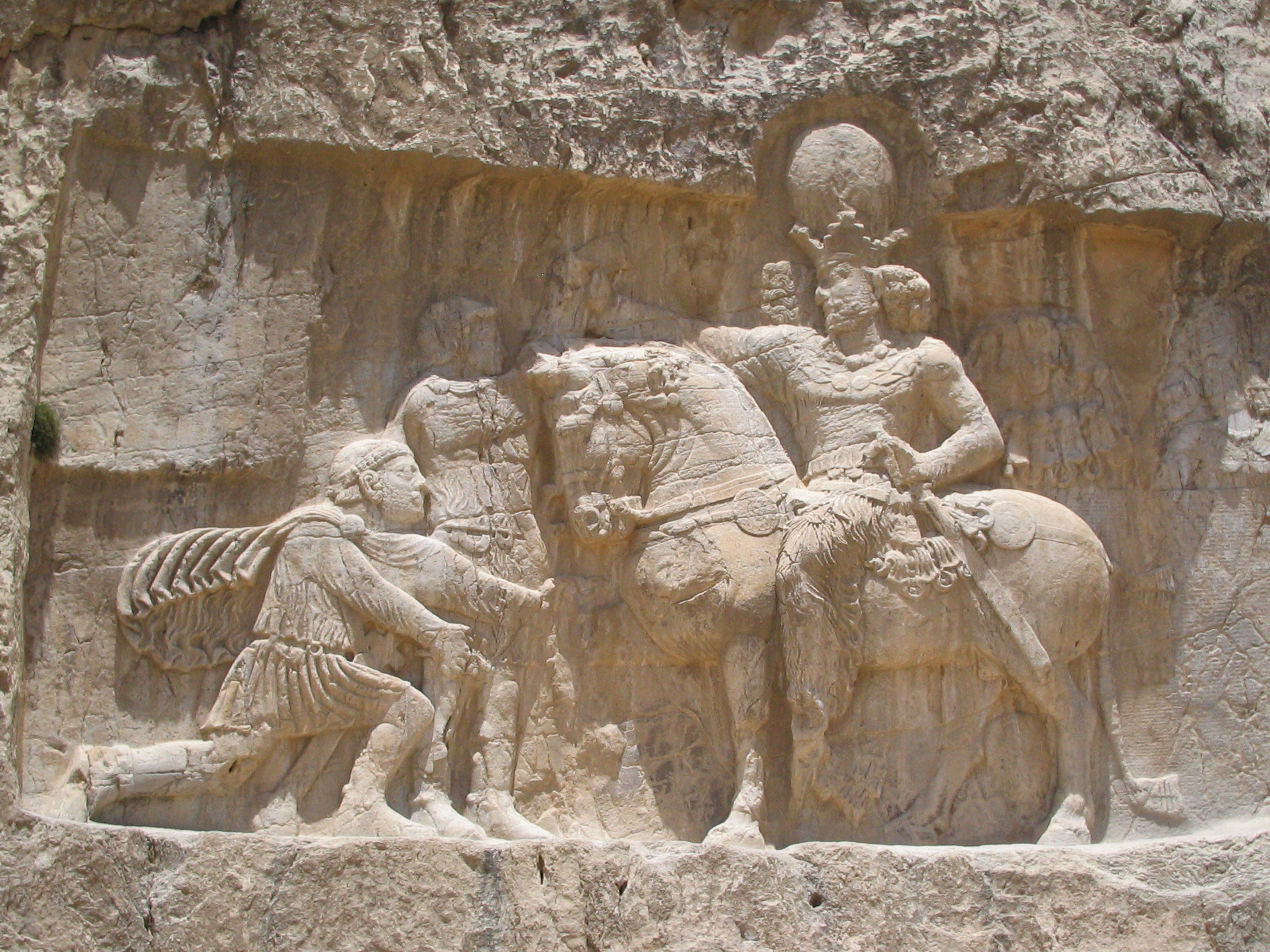
Basorelieful de la "Nagș-e-rostam al": Izbânda lui Șapur asupra lui Filip Arabul (îngenunchind) și a lui Valerian (stând în picioare), după Lupta de la Edesa

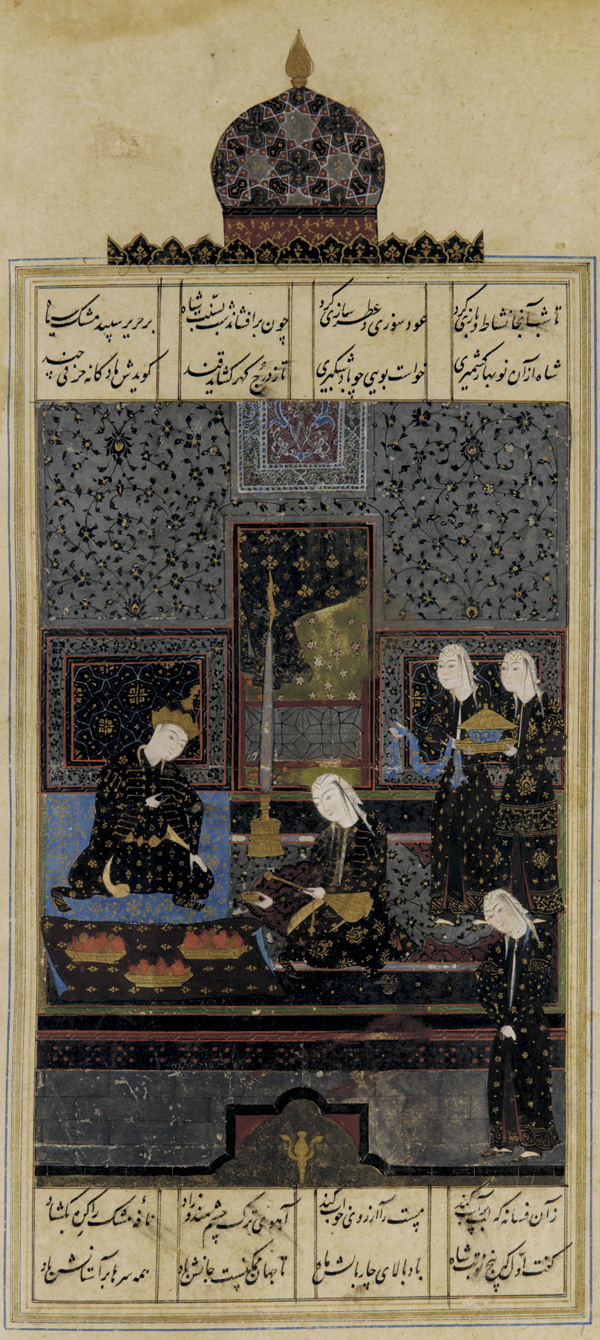
Bahram al V-lea e apreciat mult în poezia și-n literatura persană. "Bahram și prințesa indiană din pavilionul negru". Descriere din a Khamsa (Cvintet), realizată de marele poet persan Nizami (mijlocul sec. al XVI-lea d.Cr., epoca safavidă).